# Wz. 89 Puma

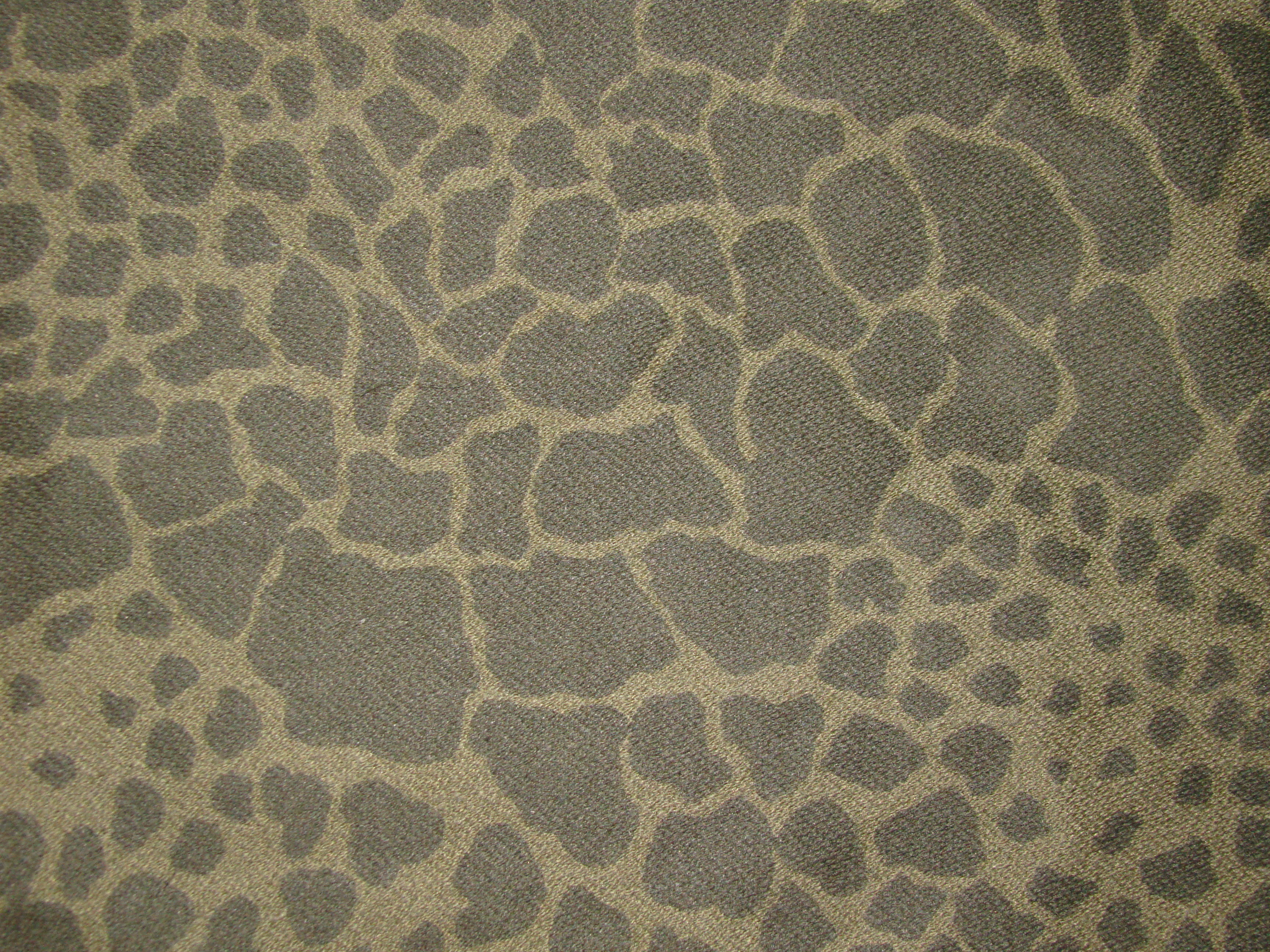
Камуфляжная расцветка Puma

Wz. 89 Puma — польский камуфляжный рисунок, созданный для замены Wz. 68 Moro в польских Вооруженных силах. Puma была запущена в производство в 1989 году, но уже в 1993 году была заменена на Wz. 93 Pantera.

## История
Камуфляж wz. 89 Puma был представлен в качестве преемника Wz. 68 Mоrо. В отличие от своего предшественника, Puma должен был иметь лучшие параметры маскировки с учётом польского ландшафта. Между тем, данный рисунок, в котором было задействовано только два цвета, оказался не очень эффективным: на большом расстоянии солдаты в «пуме» выделялись на фоне польского леса. Через четыре года после запуска в производство, Puma была заменена маскировочным рисунком Pantera.
Puma применялась к различным типам военной формы, а кроме того применялся при пошиве армейских рюкзаков. Данным камуфляжем оснащались различные части польской армии, в том числе береговая охрана, парашютисты и части специального назначения . В отличие от Moro, данный вариант камуфляж существовал только в одном варианте расцветки.